# 奧里基
奧里基（葡萄牙語：Ourique，葡萄牙語發音：[oˈɾikɨ] ⓘ）是葡萄牙貝雅區的市镇，位於該國南部，面積663.31平方公里，2021年总人口为4,840人。1139年奧里基戰役發生於此。